# Rambo (película)
Rambo o Rambo IV: To Hell and Back (conocida como Rambo: El regreso, Rambo: Regreso al infierno, Rambo: Al infierno y de regreso y La perla de la cobra en Hispanoamérica y John Rambo: Vuelta al infierno en  España) es una película estadounidense de acción de 2008, la cuarta de la saga de Rambo. 
Es protagonizada por Sylvester Stallone como John Rambo, también siendo producida, escrita y dirigida por el mismo Stallone.

## Argumento
En Birmania, está el contexto bélico y la inestabilidad social de la guerra civil más larga de la historia. 
Ahí se esboza el drama de las minorías étnicas de Birmania huyendo durante décadas del hambre, la guerra y las torturas provocadas por uno de los regímenes militares más brutales del mundo. Muchos de los refugiados que cruzan la frontera para llegar a la vecina Tailandia, no lo hacen solo para esquivar las balas, ni buscar comida para sus hijos, sino huyendo del temido batallón de los violadores.
Las sistemáticas y numerosas agresiones han llevado a las organizaciones birmanas en el exilio, a denunciar que la Junta Militar ha desarrollado una política con «licencia para violar», aterrorizando a los opositores. Los desfiles organizados en los cuarteles son aprovechados para que los militares puedan escoger a sus víctimas dentro de un sistema de gratificación y entretenimiento.
Veinte años después de la operación de rescate en Afganistán, John Rambo está retirado viviendo en Tailandia, ajeno a la guerra que asola al país y ganándose la vida como cazador de especies exóticas de serpientes y reptiles en el río Salween. Con base en esto, un grupo de misioneros evangélicos de la Iglesia de Cristo en Colorado, Estados Unidos, desea llevar su fe y ayuda humanitaria a un poblado de refugiados en el interior de la jungla, solicitando los servicios logísticos de John Rambo a través del río.
Pronto comienza un debate con el líder de los misioneros sobre las posibilidades reales de alcanzar sus objetivos, quien al ver que Rambo insiste en que ellos no cambiarían ninguna circunstancia, se aleja de él; pero Sarah Miller, una integrante del grupo no acepta la negativa del veterano de guerra y conversa con él la propuesta de que él no pierde nada ayudándoles a salvar algunas vidas, dando paso a una catarsis en el excombatiente, que le convencerá de prestarles ayuda, aunque solo mientras Sarah quisiera ir.
Empiezan el viaje por el río, durante el cual tienen un cruento incidente con unos piratas birmanos asentados en una de las orillas del río, quienes acuden en una lancha a confrontarlos al percatarse de su cruce, creen que tratan de invadir su territorio; mientras el jefe pirata crea un clima que vuelve la situación en extremo peligrosa para todos a bordo del bote de Rambo, les ordena a sus hombres llevarse lo que pudieran del bote, y tomarlos a todos como rehenes; Rambo decide acabar con la tensión, disparándoles violentamente a todos los piratas; después de lo cual, el grupo protesta porque Rambo hubiera matado personas, agotada su paciencia, agresivamente los calla y les anuncia la marcha atrás, pero en el último momento Sarah lo convence de seguir adelante.
Rambo los lleva hasta su destino y vuelve a su vida normal. La tranquilidad se quiebra al cabo de dos semanas, cuando llega Arthur March, pastor y responsable superior del grupo evangélico de la congregación de la Iglesia de Cristo de Colorado, al que Rambo guio hasta los refugiados, solicitándole ayuda de nuevo, ya que el grupo al que él ayudó ha sido secuestrado por los paramilitares genocidas. March le pide que esta vez traslade a un grupo de mercenarios contratados por él para rescatarlos. Rambo acepta la propuesta, sintiéndose responsable de lo ocurrido, lo que le provoca una nueva catarsis que lo obliga a hacerse a la idea de que no puede vivir reprimiendo su impulso natural de pelear por lo que le parece lo correcto ni negando quien realmente es él.
Una vez en el lugar donde desembarcaron los misioneros, y pese a la negativa del jefe mercenario Lewis, Rambo hace oídos sordos y los sigue a distancia. 
El grupo mercenario llega a unas parcelas donde presencian una cruenta escena: un grupo de soldados juegan con prisioneros haciéndolos correr por arrozales anegados en los que han arrojado minas. El grupo no quiere mezclarse en aquello y decide alejarse. Pero antes de tener tiempo de moverse, aparece Rambo, que en un pestañeo mata a los soldados con las flechas que dispara con su arco. El grupo queda impresionado ante su actuación y éste les deja bien claro que no van a ir sin él. 
Juntos llegan a la base del ejército birmano, donde los misioneros están cautivos. Se dividen para rescatarlos. El grupo de los mercenarios los rescatan a todos menos a Sarah que ha sido separada del grupo. Es Rambo quien la encuentra y salva de uno de los comandantes cuando procedía a violarla, clavándole los dedos en el cuello y con sus uñas tira hasta destrozárselo, matándolo prácticamente al instante. En la huida son descubiertos y Rambo cubre con su cuerpo a Sarah, esperando lo peor, pero "el Colegial", uno de los mercenarios, se había quedado para esperar a Rambo, los salva de la situación.
Rambo, "el Colegial" y Sarah huyen hacía la costa, al igual que el resto de mercenarios y misioneros que habían salido antes. Pero los soldados los siguen de cerca. Para ganar tiempo, Rambo se ata un trozo de la blusa de Sarah para atraer el rastro de los perros de caza, llevándolos hasta una vieja bomba tallboy británica de la Segunda Guerra Mundial, que esta intacta; la cual hace detonar con una mina M18 Claymore proporcionada por "el Colegial".
Tras la explosión, Sarah se queda con el joven mercenario y llegan a la orilla donde estaba la barca, no dando crédito a lo que ven. Los soldados han capturado a los fugitivos, los golpean y se disponen a ejecutarlos.
Todo parece perdido cuando Rambo aparece de la nada y decapita a uno de los soldados con su machete hand made, para acto seguido abrir fuego con una ametralladora Browning M2 munición antitanque, anclada a un Jeep de los militares, e inicia un baño de sangre. Los mercenarios tienen la oportunidad de contraatacar y a la lucha se unen los rebeldes de la región de Karen. La lucha es sangrienta y finalmente consiguen la victoria.
La batalla ha acabado. La pena que siente Rambo tras haberlos salvado mediante tanta violencia representa prácticamente el punto culmen de su extensa lucha interna, quedando convencido de que es necesario abandonar ese estilo de vida que ha elegido llevar.
Esa experiencia hace que Rambo decida volver a los Estados Unidos, a su hogar en Bowie, Arizona, usando la misma ropa que tenía en First Blood, cuando regresa de buscar a su amigo Delmar Berry.
Al llegar, vuelve la vista hacia la carretera, observando el horizonte, el camino que ha recorrido a lo largo de su vida desde que abandonó su hogar a los 17 años. Luego, vuelve nuevamente la vista hacia el rancho y comienza a recorrer el sendero que lleva a él.

## Reparto
| Personaje            | Actor original Estados Unidos | Actor de doblaje España | Actor de voz Hispanoamérica (versión mexicana) | Actor de voz Hispanoamérica (versión argentina) |
| -------------------- | ----------------------------- | ----------------------- | ---------------------------------------------- | ----------------------------------------------- |
| John Rambo           | Sylvester Stallone            | Ricard Solans           | Blas García                                    | René Sagastume                                  |
| Sarah Miller         | Julie Benz                    | Alicia Laorden          | Isabel Martiñón                                | Valeria Gómez                                   |
| Michael Burnett      | Paul Schulze                  | Alberto Mieza           | Gabriel Cobayassi                              | Diego Brizzi                                    |
| Schoolboy            | Matthew Marsden               | Juan Antonio Soler      | Manuel Campuzano                               |                                                 |
| Lewis                | Graham McTavish               | Jordi Boixaderas        | Andrés García                                  | Marcelo Armand                                  |
| Reese                | Jake La Botz                  | Daniel García           | César Izaguirre                                |                                                 |
| Arthur Marsh         | Ken Howard                    | Camilo García           | Héctor Rocha                                   |                                                 |
| Díaz                 | Reynaldo Gallegos             |                         | Gabriel Gama                                   | Hernán Bravo                                    |
| Misionero Predicador | James With                    |                         |                                                |                                                 |

Esta y la última entrega de Rambo Rambo V: Last Blood que se estrenó en el año 2019 son las únicas películas de la serie que no ofrece el personaje del amigo y mentor de Rambo, el coronel Samuel Trautman, quien era interpretado por Richard Crenna en las películas anteriores de Rambo. Crenna murió de cáncer en 2003.
También son las dos últimas entregas de Rambo tanto está como la de Last Blood son las únicas películas de la serie que no tiene la participación de Jerry Goldsmith en la banda sonora porque falleció en 2004 tras una larga batalla contra el cáncer.

## Valoración
Popularidad
| Índice de aceptación recogido en diversos portales de cine, sobre un máximo de 10 puntos posibles (consultado en enero de 2010). |               |                   |      |               |
| Total | Alpacine (es) | FilmAffinity (es) | IMDb | LaButaca (es) |
| 6,55 | 5,5           | 5,4               | 7,0  | 7             |

## Formato casero
El DVD y el disco Blu-ray se lanzaron en los Estados Unidos el 27 de mayo de 2008. El DVD se lanzó en una edición de disco único y en una edición de dos discos. El DVD de dos discos tiene una presentación panorámica anamórfica de 2.40 con una pista Dolby Digital 5.1 EX. La edición única tiene una pista estándar Dolby Digital 5.1. El disco Blu-ray presentó pistas Dolby Digital 5.1 EX y DTS HD 7.1. El DVD de dos discos y Blu-ray presentan la película, escenas eliminadas, seis largometrajes y un comentario de audio de Sylvester Stallone. El DVD fue lanzado en el Reino Unido el 23 de junio de 2008. La película John Rambo alcanzó las ventas en DVD doméstico USD 40,032,247 y en Blu-ray USD 1,779,123. Un total de USD 41,811,370.